# Peveril Point
Peveril Point är en udde i Storbritannien.   Den ligger i kommunen Dorset och riksdelen England, i den södra delen av landet, 160 km sydväst om huvudstaden London.
Terrängen inåt land är platt. Havet är nära Peveril Point åt sydost.  Närmaste större samhälle är Bournemouth, 13,4 km norr om Peveril Point. 